# Coralliodrilus bidentatus
Coralliodrilus bidentatus är en ringmaskart som beskrevs av Erséus 1993. Coralliodrilus bidentatus ingår i släktet Coralliodrilus och familjen glattmaskar. Inga underarter finns listade i Catalogue of Life.